# 112339 Pimpa
112339 Pimpa è un asteroide della fascia principale. Scoperto nel 2002, presenta un'orbita caratterizzata da un semiasse maggiore pari a 3,1186486 au e da un'eccentricità di 0,0974664, inclinata di 1,79101° rispetto all'eclittica.
L'asteroide è dedicato all'omonimo cane che ha ritrovato il meteorite di Cavezzo.